# Английская испанка
«Английская испанка» (исп. La española inglesa) — новелла испанского писателя Мигеля де Сервантеса, опубликованная в 1613 году в составе сборника «Назидательные новеллы». Исходя из упоминаний в тексте событий англо-испанской войны, исследователи выдвигают разные гипотезы о дате написания новеллы, от 1587 года до начала 1610-х годов. Существует мнение, что Сервантес создал первую редакцию «Английской испанки» в конце 1580-х годов, а позже, после заключения мира с Англией, внёс существенные правки.